# Бардем, Карлос
Ка́рлос Энсинас Ба́рдем (исп. Carlos Encinas Bardem, 7 марта 1963, Мадрид, Испания) — испанский актёр и сценарист. Старший брат актёра Хавьера Бардема, сын актрисы Пилар Бардем. Сыграл более чем в двадцати кинофильмах. Наиболее известные фильмы с участием актёра: «Призраки Гойи» (2007), «Че» (2008) и другие.

## Фильмография
- 1996 — Not Love, Just Frenzy (Más que amor, frenesí)
- 1997 — Пердита Дуранго
- 1998 — Resultado final
- 1998 — Torrente (Torrente, el brazo tonto de la ley)
- 1999 — Обнажённая Маха / Volavérunt
- 2000 — Código natural
- 2000 — Living It Up (La gran vida)
- 2001 — Luna’s Game (Juego de Luna)
- 2002 — Бестиарий (Bestiario)
- 2004 — Cien maneras de acabar con el amor
- 2005 — Принцессы / Princesas
- 2006 — Велосипед / La Bicicleta
- 2006 — Капитан Алатристе (Alatriste)
- 2006 — Призраки Гойи (Los Fantasmas de Goya)
- 2008 — Сёстры по крови (Sólo quiero caminar)
- 2008 — Че
- 2009 — Камера 211
- 2009 — Дитя рыбы (El niño pez)
- 2009 — Malamuerte
- 2010 — Среди волков (Entrelobos)
- 2011 — 10 pelis
- 2011 — Американец (Americano)
- 2011 — Славные дни (Días de gracia)
- 2011 — Трансгрессия (Transgression)
- 2013 — Влюбленный скорпион (Alacrán enamorado)
- 2014 — Потерянный рай (Paradise Lost)
- 2016 — Кредо убийцы (Assassin's Creed)